# Lago Mälar
El lago Mälar o Mälaren (literalmente, "el Mälar") es un gran lago de Suecia, ubicado en la región histórica de Svealand o Tierra de los Svear. Es el tercero más grande del país después de los de Vänern y Vättern. Ocupa un área de 1140 km² y tiene una profundidad máxima de 76 m. La bahía más oriental del lago, en el centro de Estocolmo, se denomina Riddarfjärden o golfo de los Caballeros, que desemboca en el Báltico a través de Norrström.
Dos islas más pequeñas, Björkö y Adelsö, contienen sendos yacimientos arqueológicos vikingos (Birka y Hovgården) que han sido declarados Patrimonio de la Humanidad por la UNESCO.

## Puertos importantes
- Estocolmo
- Enköping
- Västerås
- Köping

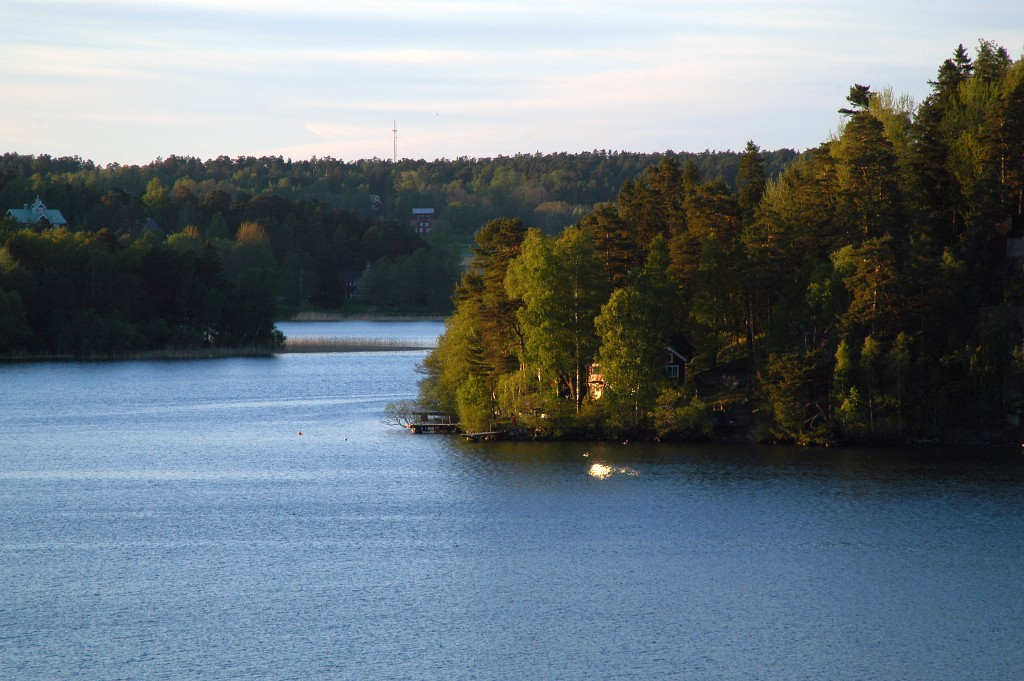
Vista del lago.

Hay una esclusa en Södertälje y tres en Estocolmo.
- Datos: Q184492
- Multimedia: Mälaren / Q184492